# Ville mythique
 (avril 2022).
Si vous disposez d'ouvrages ou d'articles de référence ou si vous connaissez des sites web de qualité traitant du thème abordé ici, merci de compléter l'article en donnant les références utiles à sa vérifiabilité et en les liant à la section « Notes et références ».
Une ville mythique est une ville qui est mentionnée dans le folklore (oral ou écrit) mais dont on ne dispose pas de preuve d'existence. Même si une ville imaginaire utilisée comme décor dans une fiction peut devenir mythique (comme Metropolis ou Laputa), une ville mythique est souvent considérée comme ayant existé réellement jadis, et ayant disparu depuis. La cause de cette disparition est toujours un événement assez frappant pour susciter un mythe, c'est-à-dire une catastrophe, notamment une catastrophe que nous appelons maintenant « naturelle » (mais qui, historiquement, apparaissait plutôt comme surnaturelle, de sorte qu'il y a alors toujours une explication impliquant les puissances divines ou infernales), ou une guerre particulièrement importante[réf. nécessaire]. 
On peut citer par exemple :
- les dix capitales des régions d'Atlantide, une civilisation légendaire mentionnée pour la première fois par Platon dans le Timée et le Critias ;
- Kitej, ville engloutie légendaire de Russie ;
- les sept capitales de Mu[réf. nécessaire], un hypothétique continent englouti dans le Pacifique ;
- le mythe des cités d'or ;
- Sodome et Gomorrhe, dans la Bible ;
- Shangri-La dans la région tibétaine ;
- Troie, considérée comme mythique jusqu'à des fouilles sérieuses à Hisarlik (Turquie) ;
- Ys, la cité engloutie de la légende de Bretagne ;
- Vineta, sur la côte de la mer Baltique ;
- Agartha, la cité mythique souterraine, apparue dans des légendes hindouiste et bouddhistes. Elle est beaucoup présente dans la théorie de la Terre creuse ;
- Anciennes cités d'Arabie saoudite